# 高容姬
高容姬（1953年6月16日—2004年8月13日），又译作高英姬，原名高春幸。朝鮮民主主義人民共和國的第二代最高領導人、前朝鮮勞動黨總書記金正日的伴侣，被视为金正日的第四任妻子，亦是該國第三代最高領導人金正恩的生母。

## 生平
高容姬生于日本國大阪府大阪市生野區鶴橋，父亲是高景太（祖父曾在旧日本帝國陸軍的一家縫紉廠工作）。日文名為高田姬（日语： Takada Hime）。1960年代随同父母回到北韓之后，她于1970年代进入平壤万寿台艺术剧院任舞蹈演员，很快成为该剧院的首席演员，後加入歡樂組。1977年左右她开始与金正日同居，並为其生下两子金正哲、金正恩及一女金與正。2003年高容姬被查出患有晚期乳腺癌，2004年赴巴黎接受治疗，並在當地病逝。但是朝鲜官方對其報導鮮少。有觀點認為是由於高容姬的父親在第二次世界大戰時曾在日本國內生產軍用紡織品的工廠擔任幹部，因此不適合大規模宣傳。
高容姬墓地位於大城山遊樂場後方，隔著美川湖 (미천호) 與大城山革命烈士陵園毗鄰。高容姬墓長、寬約20米，由大理石所構成，並有長階梯與廣場相連，可能於2012年間完工。由於高容姬先祖出身濟州、又是歸北的在日朝鮮族，象徵南韓的「漢拏山血統」明顯與北韓強調的「白頭山血統」相背。故至今仍無金正恩或黨政要員正式到訪的公開紀錄，其墓地亦沒出現在官方革命宣傳中，北韓民眾亦不知高容姬墓。

## 家族
父親為旅日朝僑高景太。哥哥高東勛流亡歐洲、妹妹高容淑及妹婿在美國受庇護。随着其子金正恩为北韓最高领导人，朝鲜官方称高容姬是“伟大的母亲”、“伟大的先军朝鲜之母”、“忠臣中的忠臣”。